# Dottor Niù
Dottor Niù. Corsivi diabolici per tragedie evitabili è un libro di Stefano Benni, pubblicato nel 2001 dalla casa editrice Feltrinelli. Il volume raccoglie alcuni articoli scritti inizialmente per il giornale La Repubblica.

## Edizioni
- Stefano Benni, Dottor Niù. Corsivi diabolici per tragedie evitabili, collana Universale Economica Feltrinelli, Feltrinelli, 2001,  p. 155, ISBN 978-88-07-81945-2.